# Понта, Виктор
Виктор Понта (рум. Victor Ponta; род. 20 сентября 1972, Бухарест) — румынский государственный и политический деятель. Глава правительства Румынии с 2012 по 2015 год.

## Биография
Родился 20 сентября 1972 года в Бухаресте.
Окончил юридический факультет Бухарестского университета в 1995 году. С 1995 по 1998 год работал прокурором в первом административном секторе Бухареста. С 1998 по 2000 год являлся прокурором в Верховном Суде Румынии, занимаясь вопросами борьбы с коррупцией.
В 2002 году награждён кавалерским крестом ордена «За верную службу».

### Политическая деятельность
В 2004 году избран в Палату депутатов от жудеца Горж, в 2008 году был переизбран. С 2006 — вице-председатель постоянного бюро палаты депутатов парламента Румынии. С 22 декабря 2008 по 1 октября 2009 года являлся министром по связям с парламентом в правительстве Эмиля Бока.
Председатель Социал-демократической партии Румынии с февраля 2010 года (вице-председатель с 2003) по июль 2015 года. В марте 2011 года Понта обвинил президента страны Траяна Бэсеску в предательстве интересов страны после того, как в 2004 году Бэсеску помог уйти от ответственности американскому пехотинцу, ставшему виновником гибели известного румынского рок-музыканта Теофила Петера. Чуть позже он объявил Бэсеску и венгерского премьер-министра Виктора Орбана врагами Румынии после заявлений относительно Трансильвании и прав венгров в Румынии.
27 апреля 2012 года был выдвинут на пост премьер-министра Румынии президентом Траяном Бэсеску. 7 мая 2012 года был утверждён в должности премьер-министра Румынии.
21 декабря 2012 года в ходе прошедших в стране парламентских выборов переутверждён в должности премьер-министра.
31 июля 2014 года официально выдвинут кандидатом в президенты Румынии от Социал-демократической партии на предстоящих выборах. В первом туре выборов, состоявшемся 2 ноября 2014 года, набрал 40,44 % голосов, в то время как его соперник Клаус Йоханнис — 30,37 %, однако во втором туре, последовавшем 16 ноября, уступил Йоханнису с отрывом почти в 9 % голосов.
4 ноября 2015 года ушёл в отставку с поста премьер-министра после пожара в ночном клубе в Бухаресте.
В 2018 году основал партию Pro Romania.
Выдвинулся в кандидаты на пост президента Румынии. Поддержан Румынской деревенской партией.

### Научная деятельность
В 2000 году получил степень магистра в области международного уголовного права в Катанийском университете, в 2002 году — Национальном университете обороны, в 2003 году — степень доктора уголовного права в Бухарестском университете. Является автором нескольких книг в своей области, в том числе о Международном уголовном суде.
В мае 2012 года журнал Nature опубликовал статью, в которой обвинил Понту в плагиате — использовании в докторской диссертации работ других учёных без необходимых ссылок на них. Высшая аттестационная комиссия Румынии и Комиссия по этике Бухарестского университета подтвердили наличие плагиата, однако сам Понта это отрицает. Несколько сотен исследователей и общественных деятелей в обращении к министру образования Екатерине Андронеску потребовали лишить премьер-министра учёной степени.

1 августа 2016 года обвинения в плагиате были признаны законным и В. Понта лишён степени доктора юридических наук.

## Семья
Виктор Понта женат вторым браком на Дачиане Сырбу, румынском европарламентарии от Социал-демократической партии. Имеет сына от первого брака и дочь от второго брака.

## Факты
- Долгое время Понта являлся одним из самых молодых действующих глав правительств в мире.